# Lago di Ospedaletto
Il Lago di Ospedaletto (in friulano Lât di Ospedalét), detto anche lago Minisini, è un piccolo specchio d'acqua prealpino di origine periglaciale situato presso la frazione Ospedaletto del comune di Gemona, provincia di Udine, in Friuli-Venezia Giulia.

## Etimologia

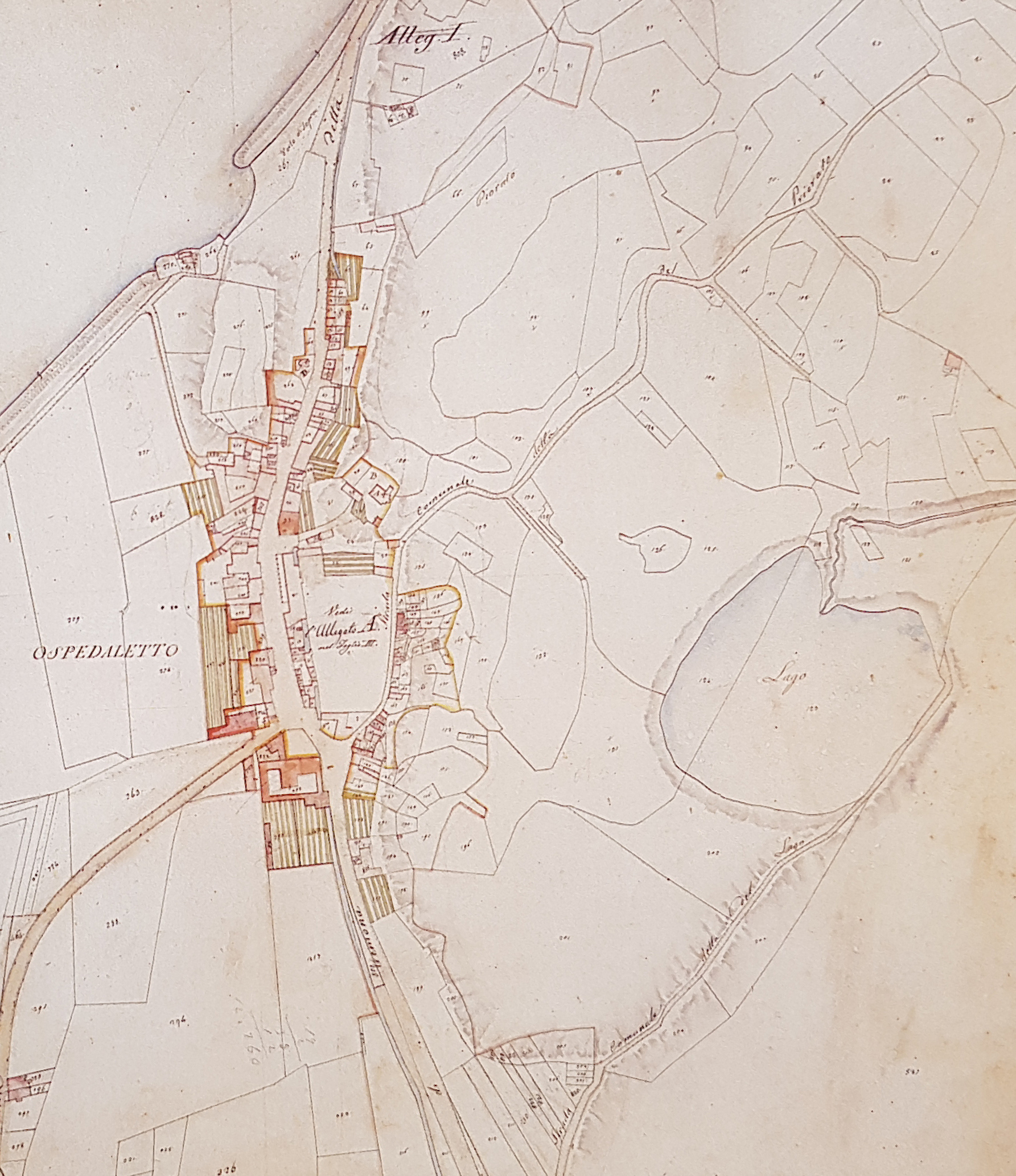
Mappa Ospedaletto 1811

Il lago prende il nome dal vicino centro abitato di Ospedaletto. La denominazione Lago Minisini è un antropotoponimo che deriva dal nome di una delle famiglie locali che ne ha detenuto la proprietà. Si è imposta per l'uso nelle carte topografiche dalla metà del XIX secolo.

## Geografia fisica
Situato vicino all'estremità settentrionale del settore pianeggiante detto Campo di Osoppo – Gemona, a nord della pianura friulana, ad una altitudine di 208 m s.l.m., il lago si trova ai piedi di dolci colline poco elevate (monte Cumieli 571 m s.l.m.) - che sono la propaggine ovest della catena montuosa del Chiampon-Stol.
I dossi delle piccole alture che contornano lo specchio d’acqua, a nord fanno da riparo dalle fredde correnti che percorrono la valle del Tagliamento; ad ovest e a sud dai rumori della piana densamente antropizzata.
Incastonato in un armonioso paesaggio formato da boschi alternati da curate radure prative, il lago rappresenta uno degli ultimi esempi di lago periglaciale in Friuli ed è il maggior bacino naturale delle Prealpi Giulie.

### Geologia
Geologicamente, il territorio presenta delle caratteristiche di elevato dinamismo, trovandosi in prossimità del cosiddetto Sovrascorrimento Periadriatico, l'evento ritenuto responsabile dell'elevata sismicità della zona.
Le rocce della zona sono tutte di origine sedimentaria.
Si tratta di una base di calcari e dolomie del Mesozoico dai quali è partito il processo di formazione del suolo. Le rocce più antiche risalgono a 200 milioni di anni (dolomie grigie del Triassico) la cui stratificazione è molto evidente nelle alture circostanti.
I calcari dolomitici del giurassico rappresentano la maggior parte del substrato nelle zone interessate. Questi lasciano il posto a calcari più selciferi allontanandosi dal bacino lungo la strada che porta alla Sella di Sant’Agnese.
Nella parte nord–est del lago, non molto visibili in quanto perlopiù ricoperti da recenti accumuli di detrito di falda, sono presenti alcuni depositi glaciali che presentano una leggera cementazione.

### Morfologia del territorio e paesaggio

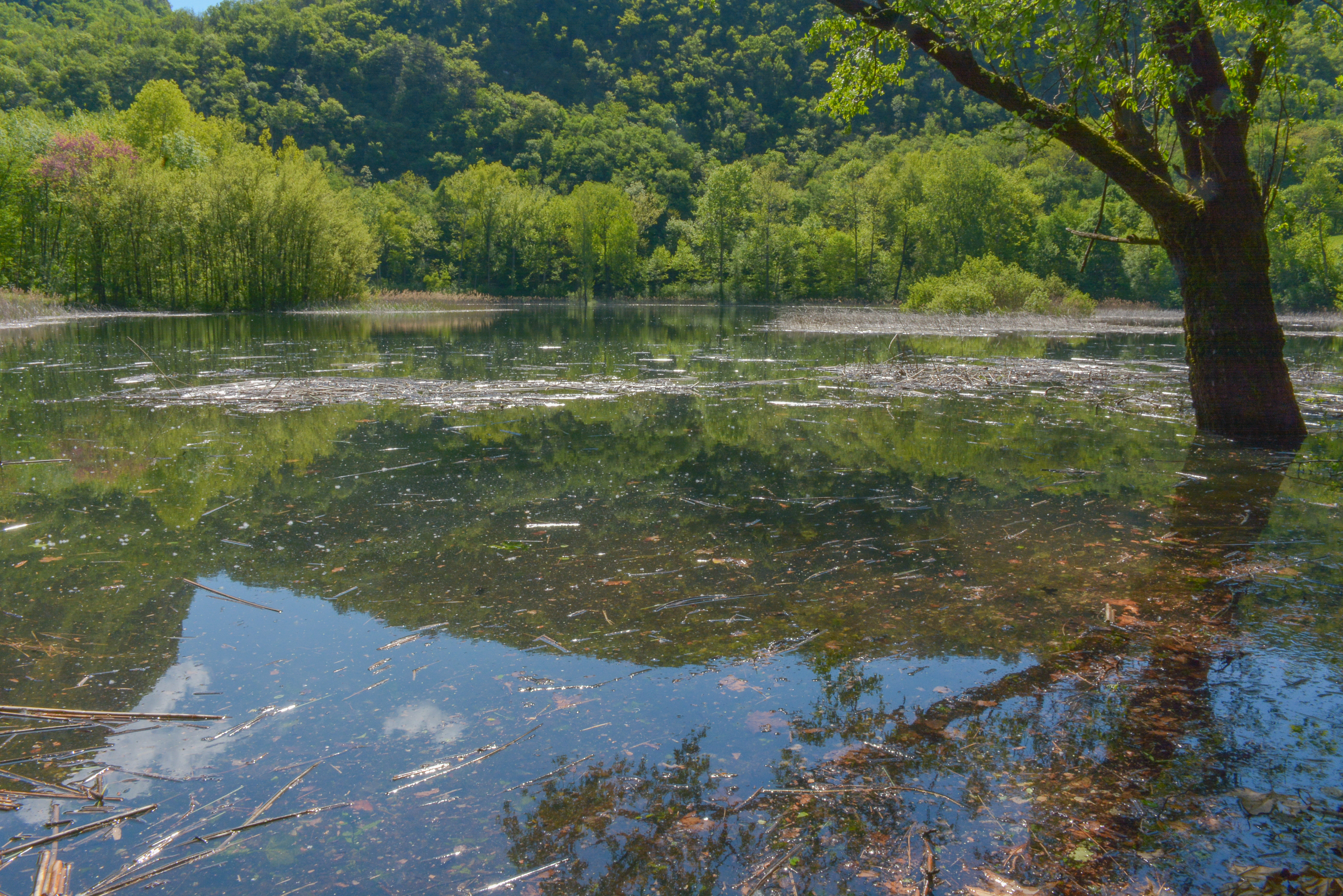

L'azione del ghiacciaio che occupava l'intera valle del Tagliamento fino al termine del periodo Würmiano, (circa 10000 anni fa) ha lasciato nella zona di Ospedaletto delle tracce molto evidenti: il profilo arrotondato a dorso di cetaceo dei piccoli rilievi che sovrastano il paese o la presenza di massi erratici di composizione non riconducibile alle rocce presenti nel territorio.
La conca del lago si è formata proprio in seguito all’azione di esarazione del ghiaccio in movimento. Si calcola che in questo punto il suo spessore toccasse i 900 m s.l.m. (circa 700 m sopra il suolo attuale). Nel suo movimento verso valle, una volta scavalcato il monte Cumieli, ridiscendeva a valle con maggiore azione erosiva, formando avvallamenti sullo strato di roccia sottostante. In seguito al ritiro del ghiacciaio, il disgregamento naturale delle formazioni rocciose ha ricoperto le morene esistenti con ghiaioni detti depositi di falda.
Il piccolo torrente immissario è responsabile del cono di deiezione che provoca il riempimento nel lato NE che dà al bacino la sua tipica forma a mezzaluna.
Tra il Lago ed il monte Ercole e il esistono due depressioni di origine simile (dette Lunghinâl e Broili) che, dopo aver subito un progressivo interramento in parte anche di origine artificiale, sono utilizzate per coltivazioni agricole, data la loro natura pianeggiante.
Questa azione, geologicamente abbastanza recente, ha modificato un territorio che per sua natura è comunque in costante evoluzione a causa dei forti disturbi tettonici che caratterizzano la regione. 

#### Antropizzazione
Se si eccettua il vicino tracciato della ferrovia Pontebbana (rimaneggiato negli anni '80 del secolo XX per consentirne il raddoppio), l’azione dell’uomo non ha modificato eccessivamente il paesaggio circostante.
Esistono alcune strade sterrate di accesso alle proprietà per attività boschive, l’agricoltura è limitata allo sfalcio dei prati circostanti e gli edifici sono estremamente rari. Nei primi anni del XX secolo, la zona è stata oggetto di lavori per la costruzione delle opere del forte di Monte Ercole, con la creazione della strada militare per la sella di Sant’Agnese.

### Idrografia

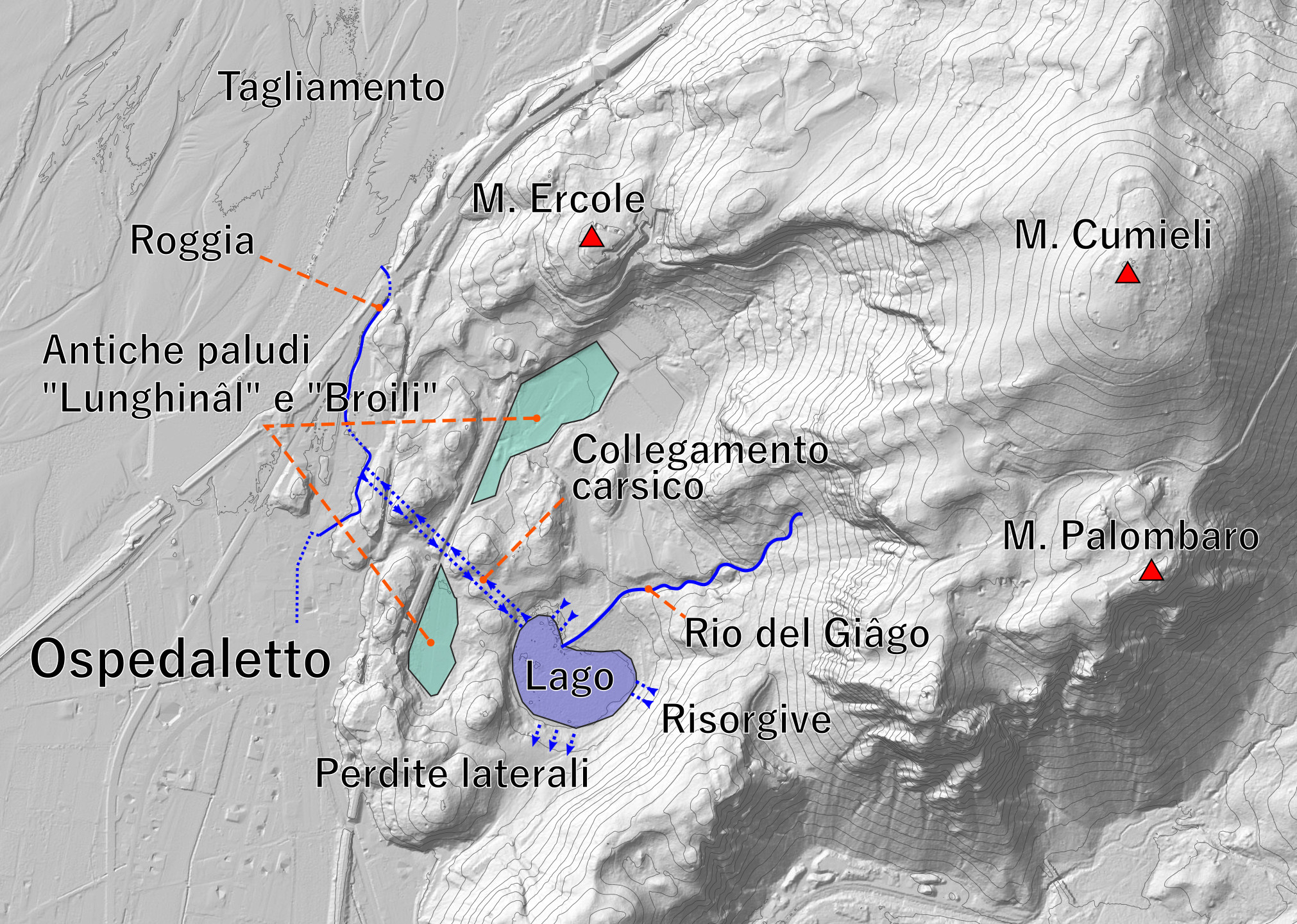
Idrografia del lago di Ospedaletto

Il lago non dispone di emissari in superficie. Il suo unico immissario è il piccolissimo corso d’acqua a regime torrentizio chiamato Rio del Giâgo. 
La superficie ed il livello dipendono in maniera rilevante dalla stagionalità degli apporti idrici.
La media circa è comunque di una profondità 1 metro e una estensione di 2 ettari.
La carsificabilità degli strati rocciosi della conca consente da una parte una fonte di alimentazione tramite alcune risorgive (sul lato sud-est e probabilmente nord), dall’altra un probabile deflusso sotterraneo delle acque attraverso fessurazioni sul lato sud. Inoltre è presente una eccezionale connessione naturale di origine erosiva con il canale artificiale della Roggia dei Molini, (è probabile che l’andamento del corso d’acqua, che risale al XIII secolo, sia stato dettato dall’esigenza di captare questa fonte presso l’abitato di Ospedaletto).
Il collegamento è lungo circa 350 metri in linea d’aria e permetteva il flusso in entrambi i sensi da o verso il lago a seconda dei livelli, attraverso un sistema di paratoie, essendo la differenza di quota fra i due ingressi praticamente nulla. Negli anni ‘80 del XX secolo, il passaggio è stato precauzionalmente chiuso al fine di evitare eventuali contaminazioni ed impedire l’eccessivo svuotamento del lago.
(Vedasi l’episodio di inquinamento del Tagliamento del 1987, a seguito dello sversamento di sostanze chimiche sull’immissario fiume Fella.)

## Clima

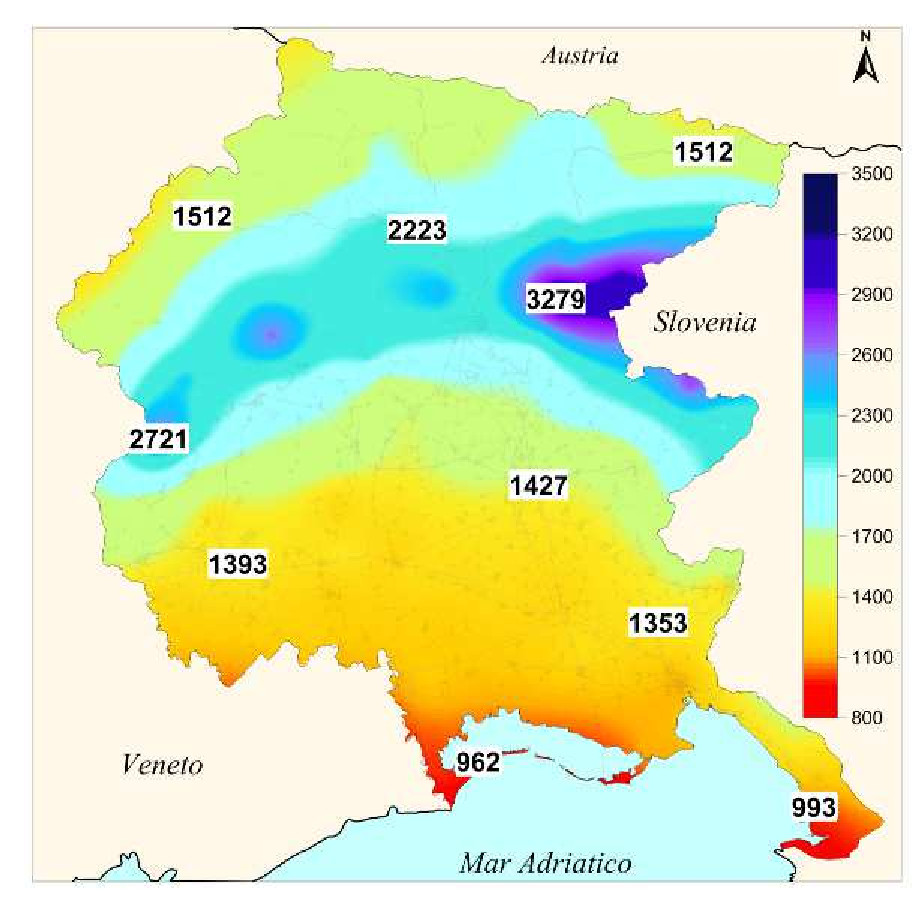
Friuli-Venezia Giulia - Precipitazioni medie annue in mm (1961-2013)

Il clima risulta fortemente condizionato dalla morfologia del territorio. La zona è interessata da una quasi costante ventilazione (a volte anche sostenuta), che comporta nella stagione fredda la quasi totale assenza di giorni con nebbie o foschie. Di contro, nei mesi estivi, sono altrettanto rare le giornate di caldo afoso. Le stagioni di maggior piovosità sono la primavera e l’autunno: i vicini rilievi montuosi delle Prealpi Giulie, sbarrando il passo alle basse pressioni provenienti dal Mediterraneo, sono la causa delle intense precipitazioni che caratterizzano questi periodi. Le estati, che comunque non fanno rilevare le temperature estreme della pianura friulana, sono mitigate da frequenti rovesci. Tutto questo rende la zona una fra le più piovose d'Italia (circa 2000 mm/anno a Gemona, più di 3000 mm/anno nella vicina Uccea).

## Flora e fauna

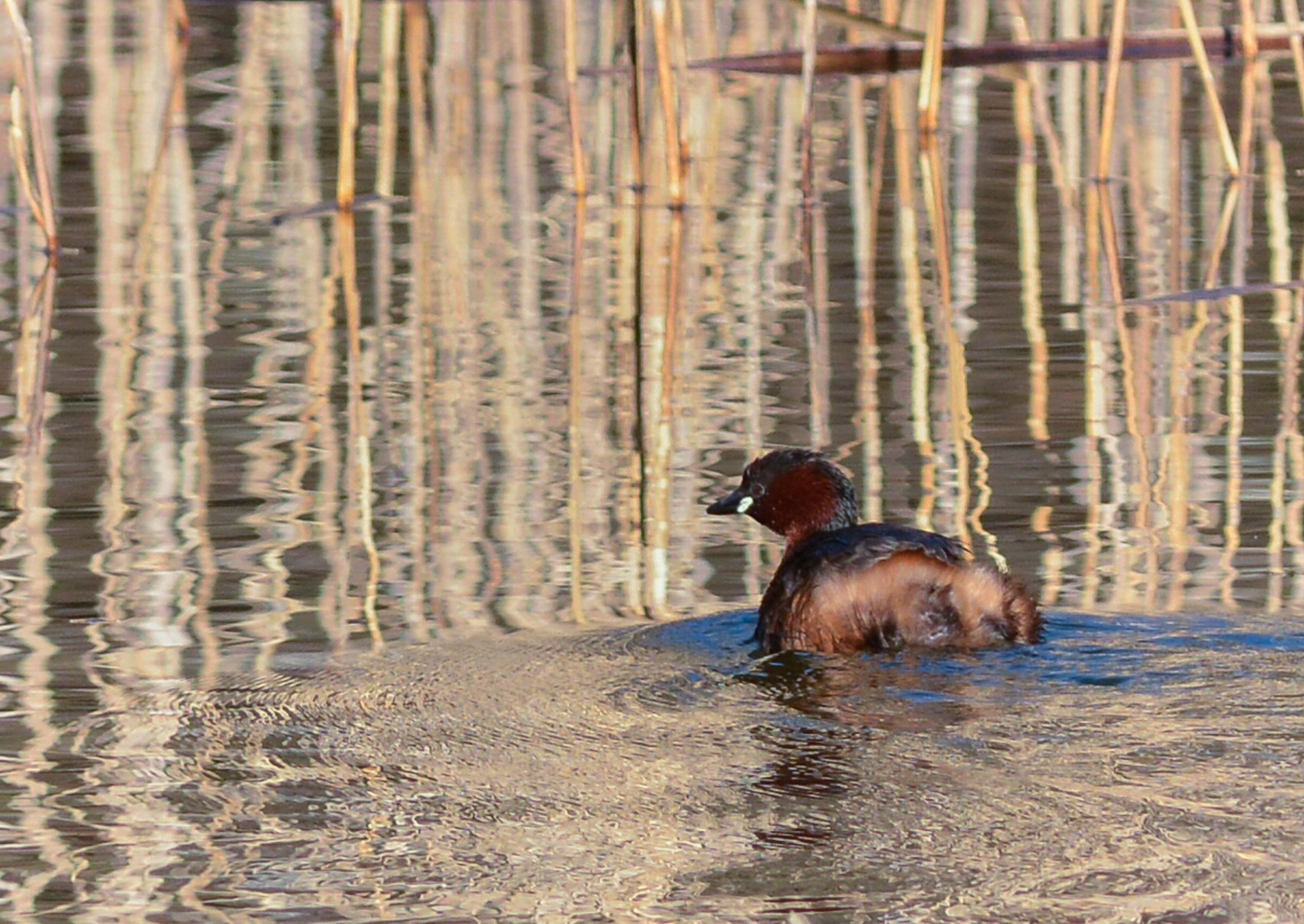
Tuffetto presso il Lago di Ospedaletto (UD)

### Flora
La favorevole posizione consente la sopravvivenza di numerose specie termofile di tipo submediterraneo.
Le boscaglie circostanti sono popolate da una vegetazione molto eterogenea composta da ornielli, carpino nero e bianco, roverella, tiglio, noccioli, castagni, olmi, sorbi ed altre essenze.
Nel sottobosco è possibile rinvenire esemplari talvolta interessanti come giglio rosso, giglio martagone, aristolochia pallida, pulmonaria australis, omphalodes verna, dente di cane e diverse specie di orchidee.
Le particolarità floristiche legate strettamente alla presenza del lago riguardano: Lamineto (Nymphaea alba e Scirpeto), Cariceto (Carex elata), Shoenoplectus lacustris, Canneto (cannuccia di paude), coda di cavallo acquatica, varietà del genere Potamogeton ed altre specie tipiche delle zone umide, alcune delle quali, nonostante l’ampio areale, sono da considerarsi rare.

### Fauna

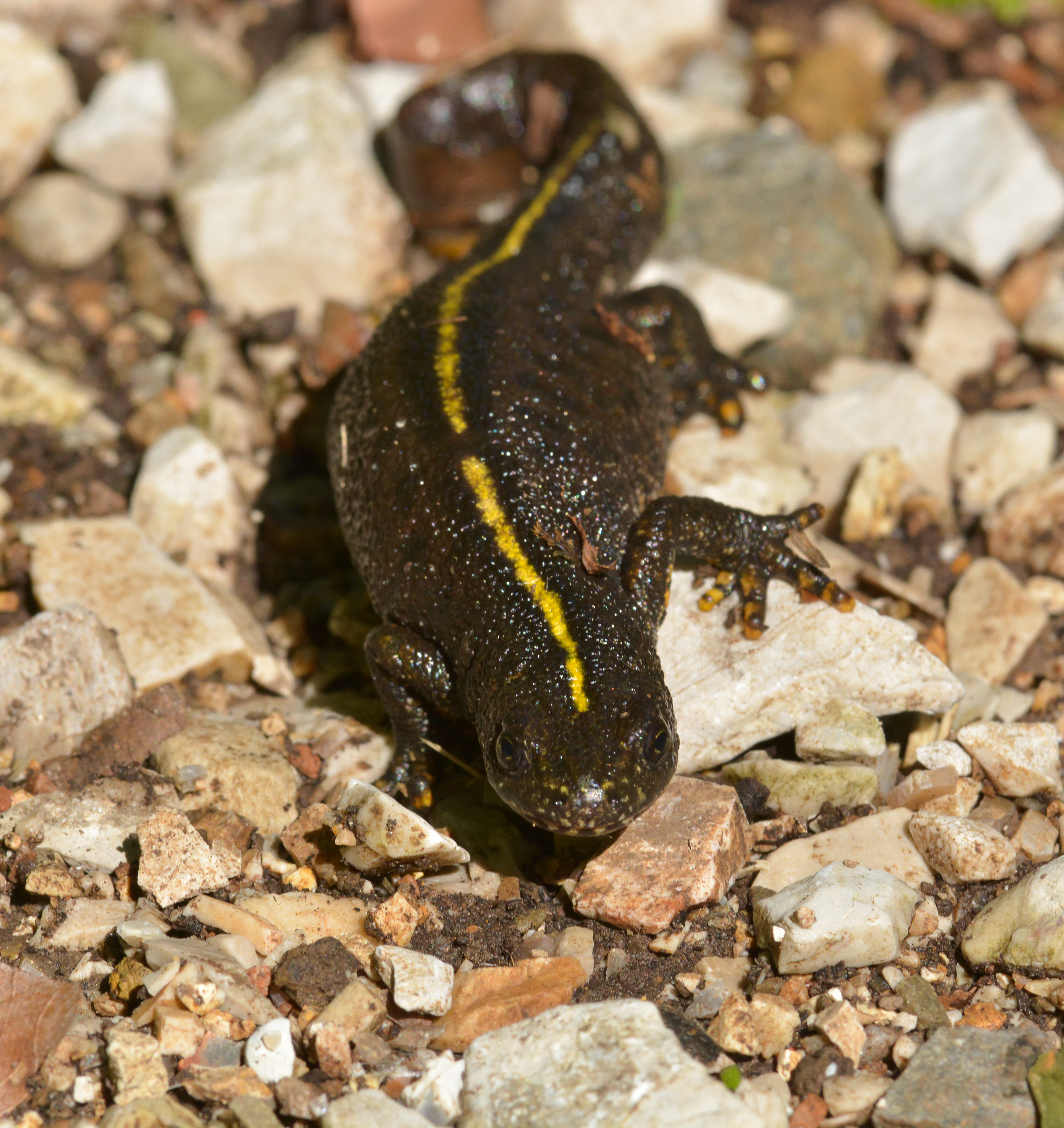
Tritone crestato (Triturus carnifex)

Il biotopo ospita una importante quantità di specie che trovano condizioni ideali per la riproduzione o di ristoro per gli uccelli di passo.
Fra gli invertebrati, che abbondano in varietà e numero, vanno segnalate le rare libellule Leuchorrina pectoralis e Sympetrum vulgatum
La fauna tipicamente lacustre, è rappresentata da qualche specie di pesce di recente introduzione come tinca, persico-sole e carpa.
Ben rappresentati anche gli anfibi fra i quali si segnalano le varietà rana verde, rana rossa, ululone dal ventre giallo, alcune specie di rospo (Bufo bufo, Bufo virdis), tritone e salamandra.
Fra i predatori acquatici, è abbondante la biscia d’acqua.
Il territorio circostante ospita una varietà di micromammiferi come arvicole, ghiri, scoiattoli ed i loro predatori sia mammiferi (volpi, mustelidi e raramente il gatto selvatico) che rapaci (poiana e varie specie di strigiformi), Non rara è anche la presenza di ungulati rappresentati in discreto numero da caprioli e cinghiali.
L’avifauna presente, oltre alle specie succitate comprende la gallinella d’acqua ed il germano reale che nidificano in modo stanziale.
Le specie di passo o con presenza segnalata sono: tuffetto, svasso maggiore, folaga, falco pecchiaiolo, airone cinerino, tarabuso e tarabusino, picchio verde, picchio rosso maggiore, torcicollo, nitticora, alzavola, beccacino, martin pescatore, porciglione

## Aree protette e parchi naturalistici

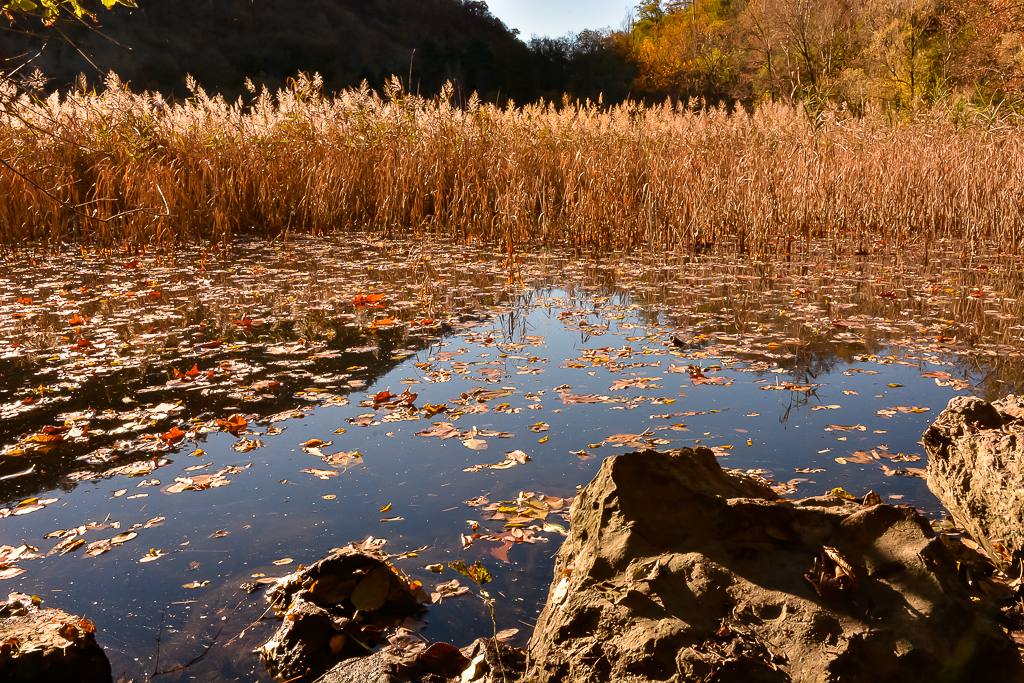
Canneto presso la riva nord

La presenza costante dell’acqua e la posizione relativamente riparata, hanno permesso lo sviluppo di una complessità biologica che, sommata alla particolarità degli ambienti di prateria magra dei Rivoli Bianchi, è di notevole valenza nonostante la relativa vicinanza alle attività antropiche.

L’importanza del biotopo è riconosciuta e protetta in ambito europeo in qualità di zona speciale di conservazione (Sito Natura 2000 IT3320013 Lago Minisini e Rivoli Bianchi).
Il lago di Ospedaletto è inserito nella lista dei geositi della regione Friuli-Venezia Giulia in quanto rappresenta uno degli ultimi esempi di lago periglaciale in Friuli

## Storia ed economia
Il lago non appartiene al demanio delle acque pubbliche ed è suddiviso in spicchi di proprietà privata.
L’introduzione di specie ittiche a scopo di pesca è stata consuetudine per molto tempo.
Fino all’inizio del XX secolo era pratica comune l’estrazione della torba, che veniva usata come fertilizzante. Questa attività ha permesso di ritardare il naturale processo di interramento del bacino, dovuto soprattutto all’apporto di materiale vegetale, sia acquatico, sia proveniente dall’ambiente circostante. Con il cessare di questa opera e la proliferazione della specie aliena Phragmites australis, (di cui non vi era traccia alla fino alla metà del XX secolo), la trasformazione in torbiera sembrava imminente.
Il 26 agosto 1944 in due ondate di incursioni aeree alleate, vennero prese di mira le vie di comunicazione a nord del paese. Il primo attacco danneggiò gravemente il viadotto della ferrovia, Il secondo prese erroneamente come riferimento la nube di polvere del primo bombardamento, che nel frattempo era stata mossa dal vento, sganciando gli ordigni nei pressi del lago. Da questo episodio è stata dedotta la possibile presenza di materiale inesploso entro lo specchio d’acqua.
Nel corso dell’inverno 2010-2011 il bacino è stato oggetto di un'opera di sistemazione ambientale, bonifica da ordigni esplosivi ed opere di miglioramento vegetazionale delle rive al fine di ricreare spazi acquatici liberi e contenere l’apporto di materiale vegetale.
Il lago, grazie ai comodi accessi e alle opere di riqualificazione e promozione (è raggiungibile facilmente anche tramite una breve variante della ciclovia Alpe Adria che attraversa il vicino abitato di Ospedaletto), assieme agli altri luoghi di interesse del circondario, offre diversi itinerari per un turismo escursionistico, naturalistico e storico. È inoltre luogo di riferimento per il tempo libero degli abitanti della zona, per attività didattiche delle scuole e di allenamento per sportivi di varie discipline.

### Esplicative
1. ↑  Tale settore vallivo, per la sua genesi e per le caratteristiche morfologiche va considerata come a sé stante dal resto della pianura friulana.
2. ↑  Ovvero con il lato a monte dello scorrimento avente inclinazione minore di quello a valle.

### Bibliografiche
1. ↑   Arrigo Lorenzi, Il lago di Ospedaletto nel Friuli, Udine, In Alto – Società Alpina Friulana . VIII, 1897.
2. 1 2   Olinto Marinelli, Guida delle Prealpi Giulie, Udine, Società Alpina Friulana, 1912.
3. 1 2   Federico Sgobino – Giuliano Mainardis – Enrico Chiussi 1983 p. 49.
4. ↑   La scheda su Geositi regione FVGi (PDF), su irdat.regione.fvg.it.
5. 1 2 3   Giuliano Mainardis - Federico Sgobino - Maurizio Tondolo, Parco naturale delle Prealpi Giulie, Comune di Gemona del Friuli, Gemona del Friuli, 1992,  pp. 45-50.
6. ↑   Giuliano Mainardis - Federico Sgobino - Maurizio Tondolo, Parco naturale delle Prealpi Giulie, Comune di Gemona del Friuli, 1992.
7. ↑   Alessandra Longo, Colla tossica nel Tagliamento ha ucciso migliaia di pesci, su ricerca.repubblica.it, 3 gennaio 1987.
8. ↑   Copia archiviata (PDF), su meteo.fvg.it (archiviato dall'url originale il 6 aprile 2020).
9. 1 2   2012 pp. 50-56 Franco di Bernardo, Camminando… verso Sant’Agnese e Ospedaletto.
10. 1 2   Federico Sgobino – Giuliano Mainardis – Enrico Chiussi 1983 pp. 281-284.
11. 1 2 3   pp 39-42 Giuliano Mainardis, Renato Candolini, Glemone – Numero Unico 78º Congresso SFF, Udine, Società Filologica Friulana, 2001.
12. ↑   p 48-50 Giuliano Mainardis - Federico Sgobino - Maurizio Tondolo, Parco naturale delle Prealpi Giulie, Comune di Gemona del Friuli, Gemona del Friuli, 1992.
13. ↑   Fabio Stoch, Atti del convegno “Un Lago nel Parco”, Gemona.
14. ↑   p 19 Londero, 2014.
15. 1 2   A.A.V.V., Camminando… verso Sant’Agnese e Ospedaletto, Comunità Montana del Gemonese Canal del Ferro e Valcanale, 2012.